# Jamesonia chiapensis
Jamesonia chiapensis är en kantbräkenväxtart som först beskrevs av William Ralph Maxon, och fick sitt nu gällande namn av Maarten J.M. Christenhusz. Jamesonia chiapensis ingår i släktet Jamesonia och familjen Pteridaceae. Inga underarter finns listade.